# Caroline Poussier
Caroline Poussier (ur. 13 lipca 1976) – andorska narciarka alpejska, olimpijka. Brała udział w igrzyskach w roku 1994 (Lillehammer). Nie zdobyła żadnych medali.

## Zimowe Igrzyska Olimpijskie 1994 w Lillehammer
| Konkurencja   | I zjazd | I zjazd | II zjazd | II zjazd | Klas. końcowa | Klas. końcowa |
| Konkurencja   | Czas    | Miejsce | Czas     | Miejsce  | Punkty        | Miejsce       |
| ------------- | ------- | ------- | -------- | -------- | ------------- | ------------- |
| Slalom gigant | AC      | DNF     | -        | -        | AC            | DNF           |
| Slalom        | 1:04,46 | 31.     | 1:02,36  | 24.      | 2:06,82       | 24.           |